# مرکز آموزشی ۰۱ شهدای وظیفه نزاجا
مرکز آموزشی ۰۱ شهیدان سرباز نزاجا از واحدهای مراکز آموزش نیروی زمینی ارتش جمهوری اسلامی ایران که با نام پادگان آموزشی ۰۱ و پادگان ۰۱ نیز شناخته می‌شود در شرق تهران واقع در استان تهران است. این مرکز اولین مرکز آموزشی نزاجا و از لحاظ امکانات و تجهیزات و تحصیلات مشمولان، مجهزترین آموزشگاه نزاجا در سطح ایران است. همچنین بیشترین افسران وظیفه‌ای که در دوران هشت سال دفاع مقدس به شهادت رسیده اند از افسران دانش آموختهٔ این آموزشگاه نظامی بوده‌اند.

## تاریخچه
این مرکز در تاریخ بیست و شش اردیبهشت سال ۱۳۳۶ به عنوان «مرکز آموزشی شماره ۱ ارتش» تأسیس شد، بعدها نام خود را به نام «مرکز آموزش ۰۱ کادر» و سپس به «آموزشگاه شهدای وظیفه نزاجا (۰۱)» تغییر داد.

## مسئولیت آموزش نخبگان علمی و افراد تحصیل کرده
این مرکز نظامی به آموزش افسران وظیفه تحصیل کرده و نخبگان علمی کشور می‌پردازد.
به ادعای فرماندهان این مرکز به دلیل حضور قشر تحصیل کرده مشمول این مرکز، باتوجه به دستورالعمل‌های صادر شده از ستاد نزاجا این مرکز از بهترین مربیان و فرماندهان برای آموزش به مشمولان استفاده می‌کند.
پایگاه خبری ارتش به نقل از سرهنگ پیاده ستاد علی کرمی زرندی جانشین فرمانده این مرکز می‌گوید:
 چیزی که در این مرکز حائز اهمیت است و مسئولیت خادمین ملت را مضاعف می‌کند این است که اقشار تحصیل کرده فرهیخته و نخبگان علمی کشور اسلامی، در این مرکز حضور دارند و فرماندهان این مرکز باید بتوانند به انتظارات اذهان جستجوگر این عزیزان پاسخ شایسته‌ای در زمینه‌های مختلف علوم نظامی بدهند. — سرهنگ علی کرمی زرندی، پایگاه خبری ارتش

## مقطع تحصیلی پذیرش
مدارک تحصیلی افرادی که در این مرکز آموزش می‌بینند، کارشناسی، کارشناسی ارشد و دکترا است.در طی سال در برخی از ماه‌ها نخبه پذیرش می‌کند.

## دوره‌ها و تعداد افراد مورد پذیرش
این مرکز هر دو ماه یکبار یک دوره برگزار می‌کند و به‌طور میانگین ۲۰۰۰ نفر در هر دوره شرکت می‌کنند.